# Francesco Moser
Pour les articles homonymes, voir Moser.

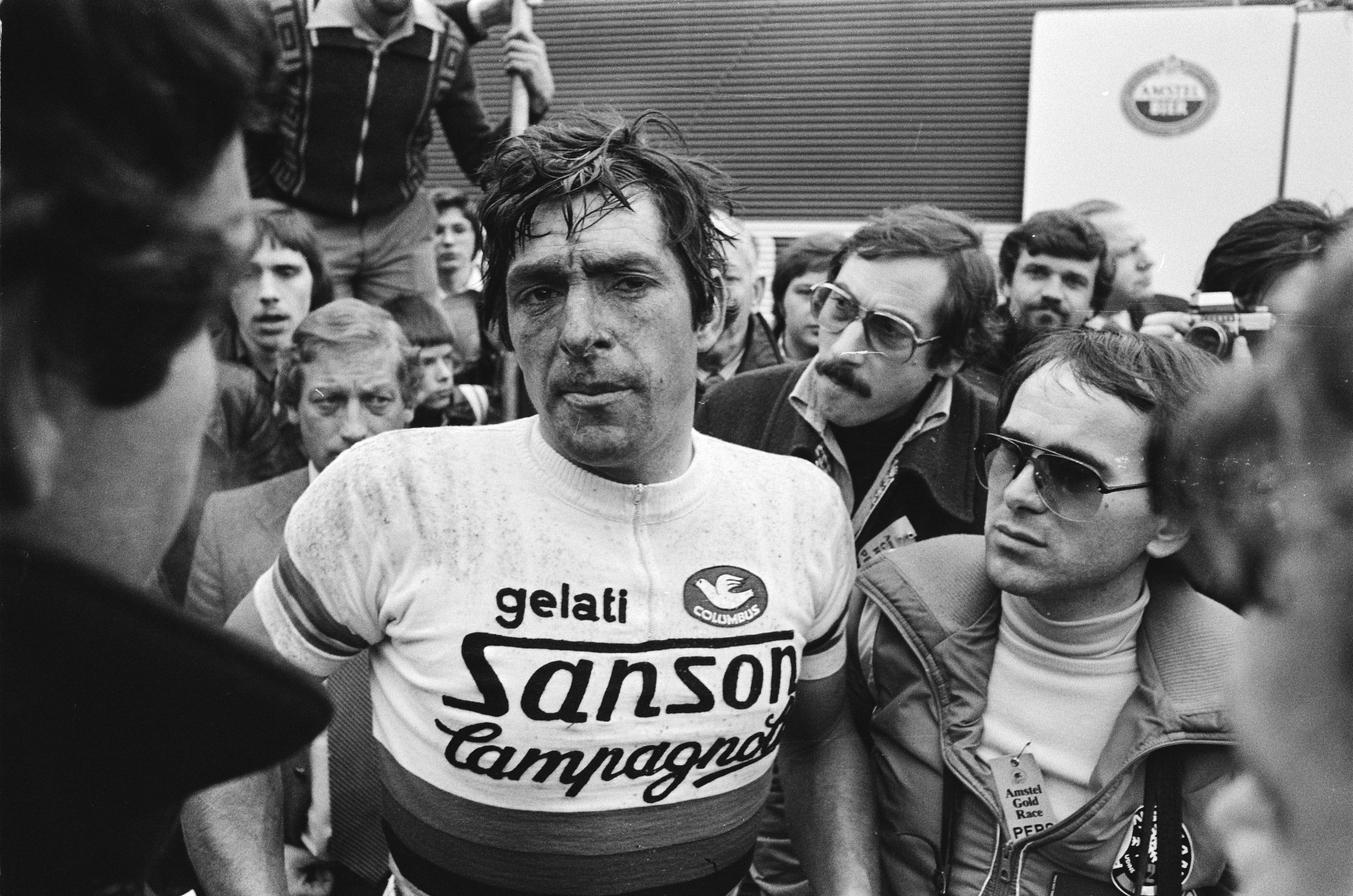
Francesco Moser (ici lors de l'Amstel Gold Race 1978).

Francesco Moser, né le 19 juin 1951 à Giovo (dans la province autonome de Trente dans le Trentin-Haut-Adige), est un ancien coureur cycliste italien, qui compte 250 victoires professionnelles à son palmarès, de 1973 à 1988.

## Carrière cycliste
Il débute en  1973 et remporte cette année-là une étape du Tour d'Italie. L'année suivante, il termine 2e de Paris-Roubaix derrière Roger De Vlaeminck et gagne Paris-Tours.
En 1975, il se classe 2e de Milan-San Remo en étant battu au sprint par Eddy Merckx. Vainqueur du Grand Prix du Midi libre et champion d'Italie, il participe pour la seule fois de sa carrière au Tour de France. Il bat Eddy Merckx dans le prologue, remporte une autre étape et termine finalement 7e en portant le maillot jaune une semaine et termine meilleur jeune. En fin de saison, il gagne le Tour de Lombardie.
En 1976, il cumule les places d'honneur : 2e du Tour des Flandres derrière Walter Planckaert , 2e de Paris-Roubaix derrière Marc Demeyer, 4e du Tour d'Italie et 2e des Championnats du monde, battu par Freddy Maertens.
En 1977, il remporte la Flèche wallonne à la suite du déclassement pour dopage de Freddy Maertens. Il semble sur le point de remporter le Tour d'Italie en raison de l'abandon du champion du monde, finalement il est battu par l'équipier de celui-ci, Michel Pollentier. Il devient en fin de saison champion du monde en battant Dietrich Thurau à San Cristóbal.
En 1978, il est associé à Roger De Vlaeminck dans l'équipe Sanson. Il profite de cette alliance pour remporter Paris-Roubaix en solitaire. Par la suite, il termine 3e du Tour d'Italie et 2e des championnats du monde sur le circuit du Nürburgring, battu par Gerrie Knetemann. En fin de saison, il remporte le Tour de Lombardie et gagne devant Bernard Hinault le Super Prestige Pernod (il est le seul coureur italien à l'avoir remporté).
En 1979, il remporte coup sur coup Gand-Wevelgem et Paris-Roubaix. Grand favori du Tour d'Italie, il se fait battre par son jeune compatriote Giuseppe Saronni. La rivalité aiguë entre les deux hommes (Moser a pour surnom Il Cecco alors que celui de Saronni est Il Beppe) rappelle celle entre Fausto Coppi et Gino Bartali. Par la suite, Moser remporte son deuxième championnat d'Italie.
En 1980, il remporte Tirreno-Adriatico. Il termine 2e du Tour des Flandres derrière Michel Pollentier puis remporte son troisième Paris-Roubaix consécutifs égalant ainsi la performance d'Octave Lapize effectuée de 1909 à 1911. Il abandonne par la suite le Tour d'Italie remporté par Bernard Hinault.
En 1981, il remporte son second Tirreno-Adriatico consécutif. Il échoue à gagner un quatrième Paris-Roubaix d'affilée en étant battu au sprint par Bernard Hinault et Roger de Vlaeminck. Il ne termine que 21e du Tour d'Italie mais remporte par la suite un troisième championnat d'Italie.
En 1982, il ne termine que 8e du Tour d'Italie et en 1983, son seul fait d'armes notable est sa 3e place dans Paris-Roubaix (il totalise 7 podiums sur cette course).
En 1984, annoncé sur le déclin, il déclare, à la surprise générale de s'attaquer au record du monde de l'heure que détient Eddy Merckx depuis 1972 avec 49,43 km. Travaillant avec toute une équipe scientifique (dont le professeur  Francesco Conconi), il utilise du nouveau matériel et porte le record à 50,81 km le 19 janvier puis à 51,515 km le 23 janvier à Mexico. Revigoré, il remporte par la suite Milan-San Remo. Au Tour d'Espagne, il se classe 10e en remportant deux étapes et portant le maillot de leader pendant sept jours. Il gagne le Tour d'Italie aux dépens de Laurent Fignon dans un climat délétère car Moser a été favorisé dans la course (l'étape du Stelvio a été annulée) alors que le Français a écopé de nombreuses pénalités. En fin de saison, il remporte avec Bernard Hinault le Trophée Baracchi en battant le record de vitesse de cette épreuve.
En 1985, il termine 2e du Tour d'Italie dernière Bernard Hinault et remporte de nouveau en fin de saison le Trophée Baracchi, cette fois accompagné de Hans-Henrik Ørsted. L'année suivante, il termine 3e du Giro derrière Roberto Visentini et Giuseppe Saronni.
En 1987 et 1988, il ne fera que des apparitions épisodiques sur la route, se consacrant à la piste. Il prend sa retraite en fin d'année 1988 mais tente de nouveau le record de l'heure en 1994 à quarante-deux ans.

## Biographie
Ancien adepte de l'autotransfusion sanguine (qu'il reconnaît ouvertement en 1999), il préside l'association internationale des coureurs cyclistes (Cyclistes professionnels associés ou CPA) de 1999 à 2007. Sur le sujet du dopage, il déclare en août 2006 : « Le dopage libre dans le sport professionnel ? Ce serait peut-être mieux. Il faudrait trouver un moyen de mettre tous les sportifs sur le même plan. Si l'on ne réussit pas à garantir un principe d'équité entre tous les sports, alors la solution pourrait être la suivante : libéralisons le dopage. »
Francesco Moser a acquis une grande célébrité par ses tentatives et réussites dans l'épreuve du Record de l'heure cycliste.
Son frère aîné Aldo Moser (né le 7 février 1934), remporta le Grand Prix des Nations en 1959, terminant second en 1960, troisième en 1957 et 1961, et quatrième en 1958. Ses deux autres frères, Enzo (1940 - 25 juillet 2008) et Diego (1947 -), furent également coureurs professionnels.
Son neveu Moreno est professionnel de 2012 à 2019 et court notamment pour l'équipe Cannondale. Un autre de ses neveux, Leonardo, a été professionnel de 2005 à 2009. Son fils, Ignazio (né le 14 juillet 1992), évolue de 2013 à 2014 avec l'équipe BMC Development. Son fils participe en 2017 à la saison 2 de Grande Fratello VIP. 
Le sport est dans les gènes des Moser. Il est également le cousin de Gilberto Simoni, professionnel de 1994 à 2010.
Francesco Moser a par ailleurs fondé[Quand ?] une entreprise de fabrication de cadres de vélos de route, Ciclimoser, basée à Piove di Sacco.

## Palmarès sur route

### Palmarès professionnel
| - 1973 - 14e étape du Tour d'Italie - 3e du Tour de la province de Reggio de Calabre - 9e de la Flèche wallonne - 1974 - Tour de la province de Reggio de Calabre - Tour de Toscane - Grand Prix de Forli (contre-la-montre) - Cronostaffetta : - Classement général - 3e étape (contre-la-montre) - Tour d'Ombrie - Coppa Bernocchi - Tour du Piémont - Paris-Tours - Tour d'Émilie - Trophée Baracchi (avec Roy Schuiten) - 2e du Trophée Luis Puig - 2e de Paris-Roubaix - 2e de la Coppa Placci - 2e du Trophée Matteotti - 2e du Grand Prix de Lugano - 3e du GP Montelupo - 7e du Tour d'Italie - 7e du championnat du monde sur route - 7e du Tour de Lombardie - 8e du Super Prestige Pernod - 1975 - Champion d'Italie sur route - Grand Prix de Monaco - Coppa Placci - Grand Prix du Midi libre : - Classement général - 3e et 4ea étapes - Grand Prix de la ville de Camaiore - Trophée Matteotti - Tour de France : - Classement du meilleur jeune - Prologue et 7e étape - Tour d'Ombrie - Tour de Lombardie - Trophée Baracchi (avec Gianbattista Baronchelli) - 2e de Milan-San Remo - 2e du Tour de la province de Reggio de Calabre - 2e du Trophée Pantalica - 2e du Critérium du Dauphiné libéré - 2e du Grand Prix de Lugano - 3e du Championnat de Zurich - 3e du Super Prestige Pernod - 5e de Paris-Roubaix - 7e du Tour de France - 1976 - Trophée Pantalica - Tour des Pouilles : - Classement général - 2e étape - Tour de Toscane - Tour des Apennins - Tour d'Italie : - Classement par points - 4e, 7e (contre-la-montre) et 14e étapes - Trophée Matteotti - Trois vallées varésines - 2e du Tour des Flandres - 2e de Paris-Roubaix - 2e du championnat d'Italie sur route - 2e de la Cronostaffetta - 2e de la Coppa Placci - 2e du championnat du monde sur route - 2e de la Coppa Bernocchi - 2e du Super Prestige Pernod - 2e du Trophée Baracchi (avec Roy Schuiten) - 3e du Tour des Marches - 3e du Tour du Frioul - 3e de la Coppa Agostoni - 4e du Tour d'Italie - 6e du Tour de Lombardie - 9e de Milan-San Remo - 1977 - Champion du monde sur route - Flèche wallonne - Tour de Toscane - Championnat de Zurich - Classement par points du Tour d'Italie - Tour d'Ombrie - Coppa Agostoni - Tour du Latium - 2e de la Tirreno-Adriatico - 2e du Tour d'Italie - 3e du championnat d'Italie sur route - 3e du Tour de Campanie - 5e du Super Prestige Pernod - 6e du Tour des Flandres - 7e de l'Amstel Gold Race - 1978 - Super Prestige Pernod - 2e étape du Tour de Sardaigne - Coppa Sabatini - Paris-Roubaix - Grand Prix de l'industrie et de l'artisanat de Larciano - Tour d'Italie : - Classement par points - 11eb, 13e, 14e (contre-la-montre) et 16e (contre-la-montre) étapes - Prologue et 3e étape du Grand Prix du Midi libre - Tour de l'Aude : - Classement général - Prologue, 1re et 3e étapes - Trophée Matteotti - Trois vallées varésines - Tour de Catalogne : - Classement général - Prologue, 1re, 3eb et 7ea (contre-la-montre) étapes - Tour du Latium - Tour de Lombardie - 2e de l'Amstel Gold Race - 2e du Tour des Pouilles - 2e du Championnat de Zurich - 2e du championnat d'Italie sur route - 2e du championnat du monde sur route - 2e du Grand Prix des Nations - 2e du Grand Prix de Lugano - 3e du Trofeo Laigueglia - 3e de Tirreno-Adriatico - 3e de Gand-Wevelgem - 3e de Liège-Bastogne-Liège - 3e du Tour d'Italie - 3e du Grand Prix du canton d'Argovie - 6e de Milan-San Remo - 7e du Tour des Flandres - 1979 - Champion d'Italie sur route - Prologue de Tirreno-Adriatico - Gand-Wevelgem - Paris-Roubaix - Prologue, 3e (contre-la-montre) et 17e étapes du Tour d'Italie - Tour de l'Aude : - Classement général - Prologue - Ruota d'Oro : - Classement général - 2e et 3e (contre-la-montre) étapes - Tour du Frioul - Tour de Vénétie - Tour d'Émilie - Trophée Baracchi (avec Giuseppe Saronni) - 2e du Tour du Trentin - 2e du Grand Prix de l'industrie et de l'artisanat de Larciano - 2e du Championnat de Zurich - 2e du Tour d'Italie - 2e de la Coppa Agostoni - 2e du Grand Prix des Nations - 3e du Trofeo Laigueglia - 3e du Tour de Campanie - 3e du Tour d'Allemagne - 3e de la Coppa Bernocchi - 4e de Milan-San Remo - 4e du Super Prestige Pernod | - 1980 - Nice-Alassio - 1re étape de la Cronostaffetta (contre-la-montre par équipes) - Tirreno-Adriatico : - Classement général - Prologue - Paris-Roubaix - Tour du Trentin : - Classement général - Prologue et 1re étape - Prologue du Tour d'Italie - Prologue du Tour de Catalogne - 2e de la Cronostaffetta - 2e du Trophée Pantalica - 2e du Tour des Flandres - 2e de Milan-Vignola - 2e du Grand Prix de Francfort - 2e de Milan-Turin - 3e du Trofeo Laigueglia - 3e du Tour de Belgique - 3e de la Coppa Sabatini - 3e du Grand Prix des Nations - 3e du Super Prestige Pernod - 6e de Milan-San Remo - 1981 - Champion d'Italie sur route - 1re étape de la Cronostaffetta - Tirreno-Adriatico : - Classement général - Prologue - 14e étape du Tour d'Italie - Coppa Agostoni - Tour d'Ombrie - 2e de la Ruota d'Oro - 2e de la Cronostaffetta - 2e du Tour du Trentin - 2e de Milan-Vignola - 2e du Tour d'Émilie - 2e du Tour de Romagne - 2e du Trophée Baracchi (avec Knut Knudsen) - 3e du Tour de Campanie - 3e de Paris-Roubaix - 3e du Tour de l'Etna - 3e du Tour de Toscane - 3e de la Coppa Bernocchi - 6e du championnat du monde sur route - 1982 - Tour de Campanie - Tour Midi-Pyrénées : - Classement général - Prologue - Tour de Toscane - Tour d'Italie : - Classement par points - 7e et 20e étapes - 1re étape du Grand Prix du Midi libre - Cronostaffetta - 2e du Tour du Trentin - 2e du Grand Prix du Midi libre - 2e de la Coppa Agostoni - 2e de Milan-Vignola - 3e du Tour du Pays basque - 3e de la Coppa Sabatini - 3e du Tour de Lombardie - 4e de Tirreno-Adriatico - 4e de Milan-San Remo - 8e du Tour d'Italie - 10e de Paris-Roubaix - 1983 - Milan-Turin - Tour de Campanie - Trophée Pantalica - Tour du Trentin : - Classement général - Prologue - Tour du Frioul - Cronostaffetta - Tour de Norvège : - Classement général - 1re étape - Milan-Vignola - Tour d'Ombrie - 2e du Tour du Latium - 3e de Tirreno-Adriatico - 3e du Tour de la province de Reggio de Calabre - 3e de Paris-Roubaix - 3e du Tour du Piémont - 5e du Tour de Lombardie - 1984 - Milan-San Remo - Tour de l'Etna - Prologue et 11e étape du Tour d'Espagne - Tour d'Italie : - Classement général - Prologue, 6e, 15e (contre-la-montre) et 22e (contre-la-montre) étapes - Chronostaffetta - Tour du Latium - Grand Prix Nencini - Trophée Baracchi (avec Bernard Hinault) - 2e du Grand Prix de la ville de Camaiore - 5e du Super Prestige Pernod - 10e du Tour d'Espagne - 1985 - Tour de l'Etna - Prologue, 19e et 22e (contre-la-montre) étapes du Tour d'Italie - Tour des Apennins - 1re étape de la Ruota d'Oro - Trophée Baracchi (avec Hans-Henrik Ørsted) - 2e du Tour d'Italie - 2e du Tour du Frioul - 1986 - 4e étape de la Semaine cycliste internationale - Prologue et 6e étape (contre-la-montre) de Tirreno-Adriatico - Tour de l'Etna - 18e étape du Tour d'Italie (contre-la-montre) - 2e de Tirreno-Adriatico - 2e du Tour de la province de Reggio de Calabre - 2e du Tour des Apennins - 3e du Trophée Pantalica - 3e du Tour d'Italie - 7e de l'Amstel Gold Race - 8e de Paris-Roubaix - 10e du Super Prestige Pernod - 1987 - Grand Prix Europa - Prologue du Tour méditerranéen - Prologue du Tour du Trentin - 3e du Tour méditerranéen - 5e de Tirreno-Adriatico |  |

### Classements dans les grands tours

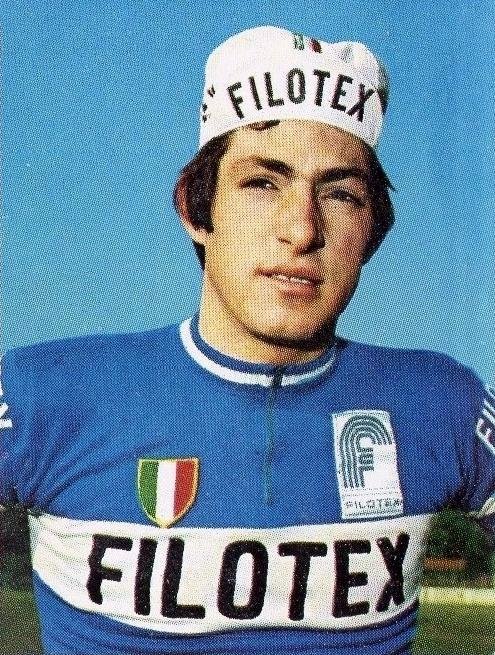
Le jeune Moser en 1973.

#### Tour d'Italie
13 participations
- 1973 : 15e, vainqueur de la 14e étape
- 1974 : 7e
- 1976 : 4e,  vainqueur du classement par points, du classement du combiné et des 4e, 7e (contre-la-montre) et 14e étapes,  maillot rose pendant un jour
- 1977 : 2e,  vainqueur du classement par points,  maillot rose pendant douze jours
- 1978 : 3e,  vainqueur du classement par points et des 11eb, 13e, 14e (contre-la-montre) et 16e (contre-la-montre) étapes
- 1979 : 2e, vainqueur du prologue et des 3e (contre-la-montre) et 17e étapes,  maillot rose pendant huit jours
- 1980 : non-partant (20e étape), vainqueur du prologue,  maillot rose pendant cinq jours
- 1981 : 21e, vainqueur de la 14e étape,  maillot rose pendant quatre jours
- 1982 : 8e,  vainqueur du classement par points et des 7e et 20e étapes,  maillot rose pendant cinq jours
- 1983 : abandon (17e étape)
- 1984 :  vainqueur du classement général, vainqueur du prologue et des 6e, 15e (contre-la-montre) et 22e (contre-la-montre) étapes,  maillot rose pendant dix-sept jours
- 1985 : 2e, vainqueur du prologue et des 19e et 22e (contre-la-montre) étapes,  maillot rose pendant deux jours
- 1986 : 3e, vainqueur de la 18e étape (contre-la-montre)

#### Tour de France
1 participation
- 1975 : 7e,  vainqueur du classement du meilleur jeune, du prologue et de la 7e étape,  maillot jaune pendant sept jours.

#### Tour d'Espagne
1 participation
- 1984 : 10e, vainqueur du prologue et de la 11e étape,  maillot amarillo pendant sept jours

## Palmarès sur piste
| - 1976 - Champion du monde de poursuite - Six jours de Milan (avec Patrick Sercu) - 2e des Six jours de Grenoble (avec René Pijnen) - 1977 - Six jours de Grenoble (avec René Pijnen) - 2e des Six jours de Dortmund (avec René Pijnen) - 3e des Six jours de Milan (avec René Pijnen) - 1978 - Champion d'Italie de poursuite - Six jours de Milan (avec René Pijnen) - Six jours de Dortmund (avec René Pijnen) - 2e du championnat d'Europe de course à l'américaine (avec Danny Clark) - 1979 - Six jours de Milan (avec René Pijnen) - Six jours de Grenoble (avec René Pijnen) - 2e du championnat du monde de poursuite - 2e du championnat d'Europe de course à l'américaine (avec René Pijnen) - 1980 - Champion d'Italie de poursuite - 1981 - Champion d'Italie de poursuite - Six jours de Milan (avec Patrick Sercu) - Six jours de Nouméa (avec Maurizio Bidinost) | - 1982 - 2e des Six jours de Grenoble (avec Urs Freuler) - 2e des Six jours de Milan (avec Patrick Sercu) - 1983 - Six jours de Milan (avec René Pijnen) - 1984 - Champion d'Italie de poursuite - Six jours de Milan (avec René Pijnen) - Six jours de Paris (avec René Pijnen) - Six jours de Dortmund (avec René Pijnen) - 2e des Six jours de Paris (avec Dietrich Thurau) - 1986 - Six jours de Grenoble (avec Tony Doyle) - Six jours de Rotterdam (avec Danny Clark) - Six jours de Bassano del Grappa (avec Roberto Amadio et Danny Clark) - 1987 - Champion d'Italie de poursuite - 2e des Six jours de Bassano del Grappa (avec Pierangelo Bincoletto et Danny Clark) - 3e des Six jours de Grenoble (avec Pierangelo Bincoletto) - 1988 - Six jours de Bassano del Grappa (avec Danny Clark) - 2e des Six jours de Paris (avec Pierangelo Bincoletto) |

## Records
- Record du monde de l'heure en plein air -600 mètres :
  - 48 km 543 : 29 septembre 1986, Milan, vélodrome Vigorelli
  - 49 km 801 : 3 octobre 1986, Milan, vélodrome Vigorelli
- Record du monde de l'heure en plein air +600 mètres :
  - 50 km 808 : 19 janvier 1984, Mexico
  - 51 km 151 : 23 janvier 1984, Mexico
  - 51 km 840 : 15 janvier 1994, Mexico
- Record du monde de l'heure sur piste couverte :
  - 48 km 637 : 10 octobre 1987, Moscou
  - 50 km 644 : 25 mai 1988, Stuttgart

## Distinctions
- En 2002, Francesco Moser fait partie des coureurs retenus dans le Hall of Fame de l'Union cycliste internationale[9].
- Giglio d'Oro (coureur italien de l'année) : 1974, 1975, 1976, 1977, 1978, 1979, 1983, 1984 et 1985
- Super Prestige Pernod : 1978
- Mendrisio d'or : 1978 et 1983
- Sportif italien de l'année au Gazzetta Sports Awards : 1984
- Membre du Hall of Fame du Tour d'Italie : 2015[10]

## Hommage
Le 7 mai 2015, en présence du président du Comité national olympique italien (CONI), Giovanni Malagò, a été inauguré  le Walk of Fame du sport italien dans le parc olympique du Foro Italico de Rome, le long de Viale delle Olimpiadi. 100 tuiles rapportent chronologiquement les noms des athlètes les plus représentatifs de l'histoire du sport italien. Sur chaque tuile figure le nom du sportif, le sport dans lequel il s'est distingué et le symbole du CONI. L'une de ces tuiles lui est dédiée .